# Graptemys oculifera
Graptemys oculifera là một loài rùa trong họ Emydidae. Loài này được Baur mô tả khoa học đầu tiên năm 1890.

## Hình ảnh

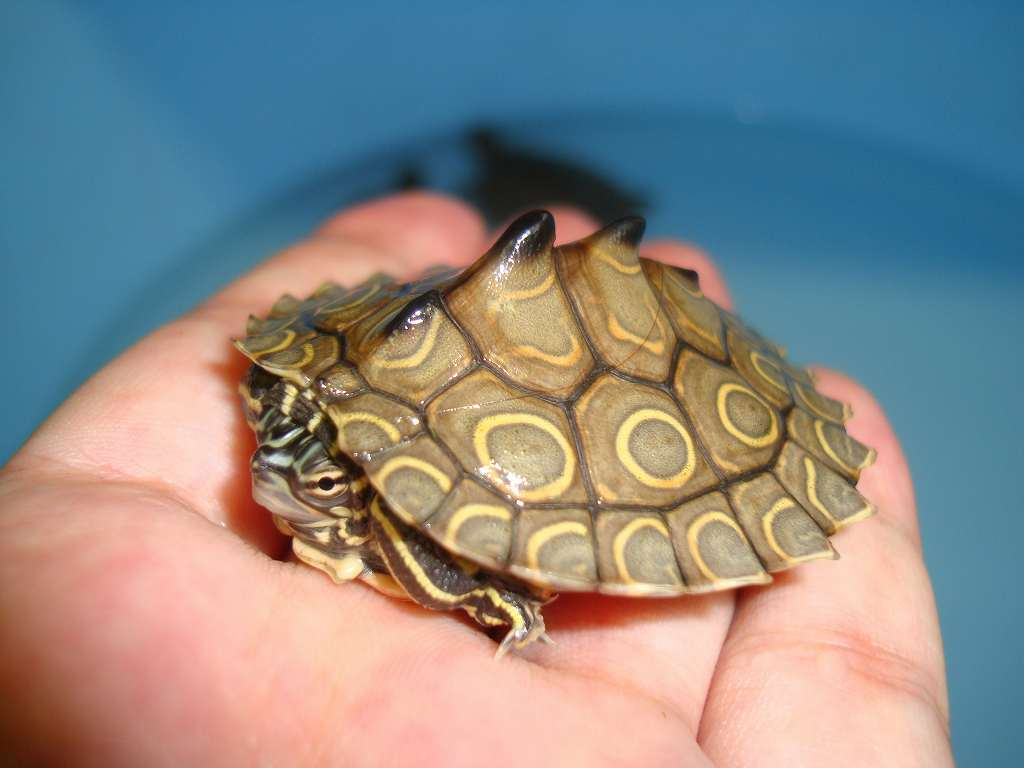